# Aldrich Ames

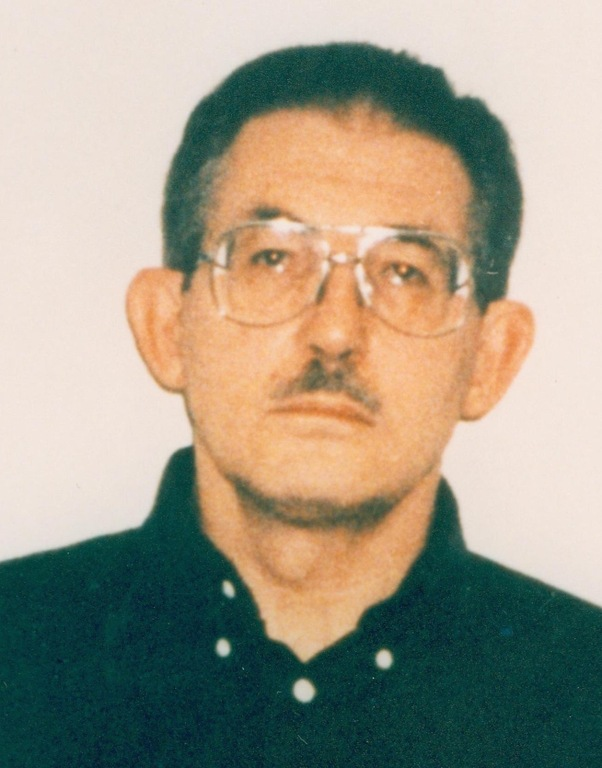
Aldrich Hazen Ames ujawnił ponad sto tajnych operacji, wydał Rosjanom ponad 30 osób współpracujących z CIA i innymi zachodnimi agencjami, z których dziesięć zostało skazanych na karę śmierci i rozstrzelanych. Zdjęcie dzień po aresztowaniu.

Aldrich Hazen Ames (ur. 26 maja 1941 w River Falls) – analityk Centralnej Agencji Wywiadowczej (CIA), aresztowany w 1994 roku za szpiegostwo na rzecz Związku Radzieckiego (oraz Rosji).

## Młodość i rodzina
Aldrich Ames, ps. „Rick”, urodził się w River Falls w stanie Wisconsin, w tzw. szpiegowskiej rodzinie. Jego ojciec, Carleton Ames, był pracownikiem CIA (Aldrich Ames ożenił się także z pracownicą CIA w 1969 roku). Po przeprowadzce do północnej Wirginii, matka Amesa podjęła pracę jako nauczycielka angielskiego w szkole publicznej. Ojciec pracował w centrali CIA do 1967 roku, zmarł na raka w 1972 roku.
Po zakończeniu nauki podstawowej Ames przeszedł do szkoły średniej. W 1957 roku po skończeniu roku szkolnego, Ames rozpoczął pracę wakacyjną w centrali CIA (General Schedule – Schemat ogólny, który określa skalę dla pracowników państwowych w większości urzędów federalnych). Ames pracował tam w każde wakacje do 1959 roku. W 1959 dostał się na Uniwersytet w Chicago.

## Początek kariery w CIA
Aldrich Ames swą pracę w Centralnej Agencji Wywiadowczej jako pełnoetatowy pracownik rozpoczął w 1962 roku w Zarządzie Operacyjnym. Pracował tam w sumie przez 5 lat, w tym samym czasie studiując na Uniwersytecie im. George’a Washingtona. Piastował stanowisko średniego szczebla, równe pozycji GS-14 w państwowej służbie cywilnej lub podpułkownika w wojsku i zarabiał ok. 70 tysięcy dolarów rocznie. W skali ocen pracowników zajmował 197. miejsce na 200 pracowników tego samego poziomu.
Ames był rozgoryczony, że jego kariera stanęła w miejscu, znajdował się na progu alkoholizmu (w 1962 i 1965 roku został aresztowany za jazdę po pijanemu). Spożywał alkohol w godzinach pracy, został też przyłapany na używaniu specjalnie wynajętego pokoju w hotelu (wykorzystywanym przez CIA na spotkania z informatorami i agentami) na schadzki z prostytutkami.
Ożeniony z pracownicą CIA w 1969 roku, dostał pierwsze zadanie za granicą. W 1969 roku wyjechał jako agent operacyjny CIA do Ankary, stolicy Turcji, wraz z żoną, która zaprzestała pracy dla CIA. W Turcji przebywał do 1972 roku.
Po powrocie do Stanów Zjednoczonych w 1972 roku Ames rozpoczął pracę w Wydziale Sowieckim i Wschodnioeuropejskim (obecnie wydział Środkowej Eurazji). W 1973 roku rozpoczął naukę języka rosyjskiego i został przyłączony do grupy planującej operacje przeciwko przedstawicielom ZSRR w Stanach Zjednoczonych. Mimo dalszych incydentów związanych z nadużywaniem alkoholu, z powodu sympatii, jaką darzyli go przełożeni, nie został zwolniony.
W 1976 roku Ames został przeniesiony do Nowego Jorku. Tam, jako agent prowadzący, zajmował się dwoma bardzo ważnymi sowieckimi informatorami, zwerbowanymi przez CIA. Podczas pobytu w Nowym Jorku Amesowi wydarzył się przypadek, który o mało nie zakończył się jego zwolnieniem z CIA. Podczas powrotu ze spotkania z agentem w nowojorskim metrze Ames zostawił walizkę ze ściśle tajnymi dokumentami, które właśnie przekazał mu Rosjanin. Federalne Biuro Śledcze po szybkim śledztwie odzyskało walizkę, którą znalazł polski imigrant, lecz do tej pory nie wiadomo, czy jakiekolwiek materiały zostały skopiowane lub sfotografowane. Praca Amesa w Nowym Jorku dobiegła końca. We wrześniu 1981 roku otrzymał propozycję wyjazdu na placówkę CIA do Meksyku, którą przyjął.
Przebywając w Meksyku (1981–1982) Ames nadal zajmował się sprawami radzieckimi. Prowadził agenta bułgarskiego wywiadu, współpracującego z CIA. Przedsięwzięcie zakończyło się pełnym sukcesem. W 1982 roku centrala CIA rozważała wysłanie Amesa jako szefa do jednej z placówek CIA w krajach latynoskich. Pod koniec 1982 roku Ames poznał Marie del Rosario, pełniącą obowiązki attaché kulturalnego kolumbijskiej ambasady w Meksyku. W owym czasie Rosario pracowała jako płatny informator dla CIA. Podczas pobytu na placówce w Meksyku Ames spowodował wypadek drogowy po pijanemu. W raporcie policji meksykańskiej napisano, że: Ames był tak pijany, że nie potrafił rozmawiać z policjantami, którzy przyjechali na miejsce wypadku. Jego przełożony w ambasadzie wysłał prośbę do centrali w Langley o skierowanie Amesa po przyjeździe na odwyk alkoholowy.
Po przyjeździe Amesa z Meksyku do USA we wrześniu 1983 roku zostało wszczęte specjalne śledztwo w sprawie jego zamiłowania do alkoholu. Raport wykazał, że Ames popija jedynie towarzysko i nie ma problemu z alkoholem. W tym samym czasie Ames został awansowany na szefa kontrwywiadu Wydziału Radzieckiego i Wschodnioeuropejskiego. Na tym stanowisku Ames miał dostęp do najtajniejszych materiałów CIA o oficerach KGB i wywiadu wojskowego GRU, których CIA miało zamiar zwerbować w przyszłości. W 1984 roku Ames także zaczął brać udział w spotkaniach z oficerami KGB i GRU oraz dyplomatami radzieckimi (i nie tylko), którzy od jakiegoś czasu byli informatorami CIA. W 1985 roku osobiście przesłuchiwał radzieckiego dezertera Witalija Jurczenkę i był głównym agentem prowadzącym Arkadija Szewczenkę, zastępcę sekretarza ONZ do spraw publicznych.
W październiku 1983 roku Ames wziął rozwód z żoną i z polecenia sądu musiał płacić jej 3 tysiące dolarów co miesiąc przez 40 miesięcy, poczynając od czerwca 1985 roku aż do 1989 roku. Ames zgodził się też na zapłacenie całego długu kredytowego w wysokości prawie 34 tysięcy dolarów. Rozwód pozostawił go w trudnej sytuacji finansowej. W rozmowie z kolegami z agencji narzekał na finansowe obciążenia związane z kosztownym rozwodem. Szykował się do ślubu z poznaną podczas pobytu na placówce CIA w Meksyku Kolumbijką Rosario.

## Współpraca z KGB
Ames pod presją finansowych kłopotów wywołanych rozwodem myślał nawet o napadzie na bank. Do obowiązków Amesa jako szefa biura kontrwywiadu ds. Związku Radzieckiego należały rutynowe spotkania z urzędnikami ambasady radzieckiej, podczas których miał ich ocenić pod kątem ewentualnego zwerbowania. Skorzystał z tego, by zrealizować swój plan pozyskania pieniędzy od Rosjan. 16 kwietnia 1985 roku udał się do ambasady ZSRR i przekazał oficerowi dyżurnemu zaklejoną kopertę. Znajdowały się w niej dwa nazwiska oficerów KGB współpracujących z CIA oraz strona wyrwana z książki telefonicznej z jego własnym nazwiskiem zaznaczonym żółtym flamastrem, wraz z żądaniem 50 tysięcy dolarów (jednym z dwóch nazwisk było nazwisko Olega Gordijewskiego, rezydenta KGB w Wielkiej Brytanii). Następnie 13 czerwca 1985 roku Ames przekazał KGB nazwiska wszystkich oficerów KGB, GRU oraz innych wschodnich agencji wywiadowczych współpracujących z CIA, jakie były mu znane. W ten sposób siatka agentów budowana przez CIA od trzydziestu lat została zdemontowana.
Aldrich Ames rozpoczął zupełnie nowe życie. Wkrótce dostawał od Rosjan tak duże sumy pieniędzy, że zakupił nowy dom za 550 tysięcy dolarów gotówką, natychmiast po kupnie domu wydał następne 100 tysięcy na jego remont oraz kupił jaguara XJ-6 za ok. 49 tysięcy dolarów. Korzystając ze swych kart kredytowych wydawał miesięcznie po 30-40 tysięcy dolarów, kupił także farmę i apartament nadmorski w Kolumbii. Wstawił sobie koronki na zęby i nosił garnitury za tysiąc dolarów. Pytany przez kolegów z agencji o nagłe bogactwo, Ames wspominał niejasno o majątku rodzinnym nowej żony. Pobieżne choćby sprawdzenie tej informacji ujawniłoby, że choć mieli wielu krewnych w Kolumbii, żaden z nich nie był zamożny. Ze względu jednak na nieudolność i biurokratyczną opieszałość urzędników, Ames nie wzbudził swym nagłym majątkiem zainteresowania Wydziału Operacyjnego.

## Śledztwo
Dopiero rok po zniknięciu agentów współpracujących z CIA utworzono specjalną grupę śledczą, która miała wyjaśnić straty z 1985 roku. W tym samym czasie Ames zgłosił się na test z wykrywaczem kłamstw pierwszy raz od czasu kiedy zaczął współpracować z KGB. Podczas pytania o kontakt z obcokrajowcami aparat zanotował kłamstwo. Ames wytłumaczył się, że często podróżuje do Kolumbii wraz z żoną i tam wszedł w kontakt z obcokrajowcami. Wytłumaczenie przyjęto bez sprawdzania i Ames mógł dalej prowadzić swą działalność. Śledztwo prowadzone w sprawie utraty agentów wskazało na ambasadę USA w Moskwie, gdzie wykryto strażnika Piechoty Morskiej z ochrony ambasady Claytona Lonetree, który zwerbowany przez KGB za pomocą tzw. jaskółki, umożliwiał dostęp do niektórych gabinetów w amerykańskiej ambasadzie w Moskwie. Drugim szpiegiem zdemaskowanym podczas śledztwa był Harold Nicholson, kierownik wydziału CIA w centrum antyterrorystycznym. Dopiero w 1989 roku po raz pierwszy postanowiono zbadać działalność Amesa. Diana Worthen, która niegdyś z nim pracowała, zaczęła podejrzliwie przyglądać się jego rozrzutności i doszła do wniosku, że Aldrich Ames przestał przejmować się pieniędzmi zaraz po zniknięciu agentów w 1985 roku. Powiadomiła o tym Biuro Bezpieczeństwa Agencji. Nic w tej sprawie nie uczyniono. Agencja bała się powtórzenia śledztwa przeprowadzonego wcześniej przez Jamesa Jesusa Angletona, które załamało wiele karier, a nie doprowadziło do wykrycia ani jednego szpiega.
Aldrich Ames wytropiony został przez własnych kolegów z pionu kontrwywiadu CIA, którzy byli członkami specjalnej ściśle tajnej grupy, mającej wyjaśnić nagły wzrost majątkowy Amesa, następnie cała sprawa została przekazana do FBI.
Dopiero w 1991 roku Federalne Biuro Śledcze rozpoczęło ściśle tajne śledztwo oznaczone kryptonimem Nightmover, polegające na weryfikacji 20 podejrzanych osób, w tym Amesa. Następnie przeprowadzono operację o kryptonimie Anlace, mającą na celu zebranie dowodów przeciwko niemu. W marcu 1993 roku agenci z kontrwywiadu FBI podczas przeglądania swoich akt, które zawierały fotografie ludzi wchodzących do ambasady radzieckiej, odkryli, że Ames chodził tam bez wiedzy i zgody przełożonych. Później ustalono, że po tych wizytach na jego konto bankowe wpływały duże sumy pieniędzy.
Amesa wzięto pod całodobową obserwację, jego dom i biuro przeszukano i założono tam podsłuch, monitorowano także jego komputer osobisty. Włamano się do systemu służącego mu do kontaktowania się z rosyjskimi zwierzchnikami, a także wytropiono miejsca skrzynek kontaktowych, gdzie były wymieniane wiadomości, instrukcje i pieniądze. Nagrania rozmów Amesa z Rosario potwierdziły fakt, że była ona dobrowolną i chętną współuczestniczką jego działań szpiegowskich.
Bez podejmowania jakichkolwiek czynności, jakie mogłyby wzbudzić podejrzenia Amesa, przeniesiono go do nowego centrum antynarkotykowego w CIA. W lutym 1994 roku Ames miał lecieć z ramienia nowego wydziału CIA do Moskwy. FBI podejrzewając jednak, że Ames może już stamtąd nie wrócić, postanowiło go aresztować, co nastąpiło 21 lutego 1994 roku.
Aldrich Ames przyznał się do szpiegostwa i oszustw podatkowych, ale nie okazał żadnych wyrzutów sumienia z powodu śmierci ludzi, których wydał. Został skazany na dożywotnie więzienie bez możliwości wcześniejszego zwolnienia.
Maria Rosario, w zamian za obietnicę współpracy z FBI, dostała wyrok jedynie pięciu lat więzienia.

## Następstwa działalności Amesa
Aresztowanie Aldricha H. Amesa wstrząsnęło agencją i doprowadziło do dużych zmian w CIA. Kongres zażądał przeprowadzenia porządków w CIA, doszło do odejścia ówczesnego dyrektora, Roberta Woolseya, a kilku wysokich rangą urzędników odeszło na wcześniejszą emeryturę. Dostęp do utajnionych dokumentów został zaostrzony, zmieniono także procedurę posługiwania się informacją o tożsamości nowo zwerbowanych agentów. Stan materialny pracowników agencji jest od tej pory dokładniej badany – przed zakupieniem domu czy samochodu pracownik CIA musi wcześniej rozliczyć się z biurem bezpieczeństwa agencji.
W okresie 10 lat szpiegowania dla radzieckiego KGB i jego następczyni – rosyjskiej Służby Wywiadu Zagranicznego, Ames przez jakiś czas piastował stanowisko szefa kontrwywiadu w wydziale radzieckim i wschodnioeuropejskim (obecnie wydział Środkowej Eurazji). Ames ujawnił ponad sto tajnych operacji, wydał Rosjanom ponad 30 osób współpracujących z CIA i innymi zachodnimi agencjami (z których dziesięć zostało skazanych na karę śmierci i rozstrzelanych), m.in.:
- Siergieja Fiedorenkę, dyplomatę radzieckiego przy Organizacji Narodów Zjednoczonych. Fiedorenko pracował dla CIA pod pseudonimem „Pyrrhic” do chwili wydania przez Amesa w 1985 roku. Wyczuwając niebezpieczeństwo zbiegł do USA.
- Adolfa Tołkaczowa, który pod pseudonimem „Vanquish” dostarczał CIA informacji na temat najnowszych samolotów MiG, głównie systemów naprowadzania oraz tzw. technologii stealth. Wydany przez Amesa, został aresztowany i stracony.
- Siergieja Motorina, majora KGB, który pod pseudonimem „Gauze” współpracował z CIA informując o operacjach KGB przeprowadzanych w stolicy Stanów Zjednoczonych. Wskazany przez Amesa został aresztowany przez KGB w sierpniu 1985 roku i stracony[2].
- gen. mjra Dimitrija Poljakowa, wysokiego agenta wywiadu wojskowego GRU, współpracującego z CIA pod pseudonimem „Top hat” lub „Roam”, przez 18 lat dostarczając nieocenionych informacji[3].
- Olega Gordijewskiego, najcenniejszego agenta KGB kiedykolwiek zwerbowanego przez wywiad brytyjski MI6. Wydany przez Amesa tylko cudem uniknął aresztowania i zapewne śmierci.

Aldrich Ames był niewątpliwie najcenniejszym człowiekiem zachodniego wywiadu, jaki kiedykolwiek pracował dla Rosjan z ramienia CIA. W zamian za 2,7 miliona dolarów i obietnicę kolejnej zapłaty w wysokości 1,9 mln dol. zniszczył cały potencjał CIA umożliwiający jej gromadzenie materiałów wywiadowczych na terenie ZSRR.